# Diplochorda ophion
Diplochorda ophion är en tvåvingeart som beskrevs av Osten Sacken 1881. Diplochorda ophion ingår i släktet Diplochorda och familjen borrflugor. Inga underarter finns listade i Catalogue of Life.